# Elías Piña
Elías Piña és una província de la República Dominicana situada a la part oest. Esta dividida en sis municipis sent la seva capital Comendador. Limita amb les províncies de Dajabón i Santiago Rodríguez al nord, amb la província de San Juan a l'est, amb Independencia al sud i amb la República d'Haití a l'oest.
Va ser creada el 1942 amb el nom San Rafael. El 1965, va ser canviat a Estrelleta i, finalment, el 1972 va canviar al seu nom actual. Fou un municipi de la província de San Juan abans de ser elevat a la categoria de província. Elías Piña era un agent de l'exèrcit Dominicà durant la guerra Dominicana-haitiana. Va néixer en La Margarita, a prop de Comendador i va morir el 1845 quan atacava una posició a Bánica.
En la província, hi ha sis municipis i set districtes municipals:
- Comendador, capital, districtes municipals: Guayabo i Sabana Larga
- Bánica, districtes municipals Sabana Cruz i Sabana Higüero (M.D.)
- El Llano, districte municipal: Guanito
- Hondo Valle, districte municipal: Rancho de la Guardia
- Juan Santiago
- Pedro Santana, districte municipal: Río Limpio

Llista dels municipis amb població estimada el 2014:.
| Nom                        | Població total | Població urbana | Població rural |
| -------------------------- | -------------- | --------------- | -------------- |
| Comendador                 | 43.671         | 33.459          | 10.212         |
| El Llano                   | 7.923          | 1.524           | 6.399          |
| Hondo Valle                | 12.200         | 4.158           | 8.042          |
| Juan Santiago              | 5.023          | 1.652           | 3.371          |
| Pedro Santana              | 7.993          | 4.125           | 3.868          |
| San Francisco de Bánica    | 7.822          | 1.784           | 6.038          |
| Total província Elías Piña | 84.632         | 46.702          | 37.930         |